# José Nazar
José Salomón Nazar Ordóñez (7 de setembro de 1953) é um ex-futebolista profissional hondurenho, que atuava como goleiro.

## Carreira
José Nazar fez parte do elenco da histórica Seleção Hondurenha de Futebol das Copas do Mundo de 1982, ele não atuou. 